# 私は人魚の歌を聞いた
『私は人魚の歌を聞いた』（ 英：I've Heard the Mermaids Singing ）は、1987年に製作されたカナダ映画。

## あらすじ
会社員のポリーはタイピングが苦手という欠点を抱えながらも、秘書の仕事をいくつも抱えながら生計を立てていた。
ある時、彼女は写真サロン“チャーチ・ギャラリー”で働くことになり、キュレーターのガブリエルへの興味に自分でも戸惑いを感じるようになった。

## キャスト
- ポリー：シーラ・マッカーシー
- ガブリエル：ポール・バイヤージォン
- メアリー：アン＝マリー・マクドナルド
- ジョン・エヴァンス
- ブレンダ・カミノ